# Amandine Leynaud
Amandine Suzanne Monique Leynaud (n. 2 mai 1986, în Aubenas, Ardèche) este o fostă jucătoare franceză de handbal care a evoluat pe postul de portar. Leynaud este campioană mondială, olimpică și europeană cu echipa națională de handbal feminin a Franței.

## Carieră

### Club
Din 2004, Leynaud a jucat pentru clubul franțuzesc Metz Handball. Anterior, a evoluat la cluburile din Aubenas și Bourg-de-Péage. În sezonul 2012–13 ea a fost legitimată la campioana României, CS Oltchim Râmnicu Vâlcea, după ce a semnat un contract pe un an, pe 14 martie 2012.

### Echipa națională
Amandine Laynaud a debutat în echipa națională de handbal feminin a Franței pe 14 noiembrie 2005, împotriva Germaniei. A participat, împreună cu echipa ei, la Campionatul Mondial din 2007, unde Franța a terminat a cincea. De asemenea, a evoluat la Olimpiada din 2008 de la Beijing, terminând tot pe locul 5. Atât Leynaud, cât și colega ei, Valérie Nicolas, au fost incluse printre cei mai buni portari ai Olimpiadei din 2008.
După ce Nicolas s-a retras de la echipa națională, Leynaud a rămas portarul principal al Franței. Ea a participat la Campionatul European din 2008, unde Franța a terminat pe locul 14.

## Palmares
Cu echipe de club
- Liga Campionilor EHF:
  -  Câștigătoare: 2019
  - Finalistă: 2017, 2018, 2022
  - Locul 3: 2014, 2015, 2016, 2021

- Nemzeti Bajnokság I:
  - Câștigătoare: 2019

- Cupa Ungariei:
  -  Câștigătoare: 2019, 2021

- Campionatul Macedoniei:
  - Câștigătoare: 2014, 2015, 2016, 2017, 2018

- Cupa Macedoniei:
  -  Câștigătoare: 2014, 2015, 2016, 2017, 2018

- Liga Națională:
  - Câștigătoare: 2013

- Liga Franceză de Handbal:
  - Câștigătoare: 2005, 2006, 2007, 2008, 2009, 2011

- Cupa Franței:
  -  Câștigătoare: 2010
  - Finalistă: 2019

- Cupa Ligii Franceze de Handbal:
  -  Câștigătoare: 2005, 2006, 2007, 2008, 2009, 2010, 2011

Cu echipa națională
- Jocurile Olimpice:
  -  Medalie de aur: 2020
  -  Medalie de argint: 2016

- Campionatul Mondial:
  -  Medalie de aur: 2017
  -  Medalie de argint: 2009, 2011

- Campionatul European:
  -  Medalie de aur: 2018
  -  Medalie de argint: 2020
  -  Medalie de bronz: 2016

## Distincții
- Cea mai bună jucătoare de origine franceză din campionatul Franței: 2009[5] și 2010[6].
- Cel mai bun portar din campionatul feminin al Franței: 2008, 2009[5], 2010[6] și 2011[1].
- Cel mai bun portar de la Campionatul European: 2018.[7]
- Cel mai bun portar al Ligii Campionilor EHF: 2020[8] și 2021

## Decorații
- Cavaler al Legiunii de onoare: 2021[9]
- Cavaler al Ordinului Național de Merit: 1 decembrie 2016[10]